# 아카키 차추아
아카키 차추아(조지아어: აკაკი ჩაჩუა, 1969년 9월 16일~)는 조지아의 레슬링 선수이다. 주 종목은 그레코로만형으로 2000년에 시드니에서 열린 올림픽 그레코로만형 라이트급에서 동메달을 획득했다.